# اوئه‌سوگی تسوناکاتسو
اوئه‌سوگی تسوناکاتسو (به ژاپنی: 上杉綱勝 Uesugi Tsunakatsu); ۲۵ ژانویهٔ ۱۶۳۹ – ۳۰ ژوئن ۱۶۶۴) دایمیو در قلمروی یونه‌زاوا در دوره ادو و نوزدهمین رهبر خاندان اوئه‌سوگی بود. خواهر کوچکتر او همسر کیرا یوشیناکا شخصیت اصلی داستان چوشینگورا بود.
اگر چه تاریخچه رسمی نشان از مرگ وی به علت زخم دارد اما هفت روز قبل از مرگش تمام علائم مسمومیت در وی پدیدار شده بود. بر اساس عقیده عمومی او بر اثر توطئه کیرا یوشیناکا مسموم شده‌است. او در جوانی درگذشت و از خود هیچ فرزندی بر جا نگذاشت.